# Frédéric Pietruszka
Frédéric Pietruszka, född den 13 maj 1954 i Villecresnes, Frankrike, är en fransk fäktare som bland annat tog OS-brons i herrarnas lagtävling i florett i samband med de olympiska fäktningstävlingarna 1984 i Los Angeles.